# António Aguilar
António Aguilar (ur. 6 lipca 1978 w Lizbonie) – portugalski rugbysta grający na pozycjach skrzydłowego lub obrońcy, reprezentant kraju, uczestnik Pucharu Świata w 2007 roku.
Grać w rugby zaczął w wieku sześciu lat w Grupo Desportivo Direito, następnie związany był z klubami Stade montois, Rugby Club Lisboa i Tarbes Pyrénées rugby, z którymi występował również w europejskich pucharach.
W reprezentacji Portugalii występował od 1999 i do marca 2014 roku rozegrał łącznie 84 spotkania zdobywając 120 punktów. W 2007 roku został powołany na Puchar Świata, na którym wystąpił w trzech meczach swojej drużyny.
Był też członkiem kadry kraju w rugby siedmioosobowym, z którą wystąpił między innymi na Pucharach Świata w 2001, 2005 i 2009. Jest jednym z najskuteczniejszych pod względem zdobytych przyłożeń zawodników w historii tych zawodów.